# Hellas Sport Combinatie
Hellas Sport Combinatie was een Nederlandse amateurvoetbalclub uit Zaandam, opgericht uit een fusie tussen ZFC en ZVV Zaandam in 1990. De club speelde op Sportpark Hoornseveld en haar clubkleuren waren rood-wit-blauw. Hellas Sport won eenmaal het Zaans voetbalkampioenschap en vijf klassekampioenschappen van de KNVB.
In 2018 ging de club een fusie aan met ZVV Zilvermeeuwen. De nieuwe fusieclub ging verder onder de naam FC Zaandam.

## Fusie
In augustus 2006 won Hellas Sport de Zaanstad Cup, door de finale met 3–0 van RCZ te winnen. Andere informatie over de prestaties van Hellas Sport in dit toernooi ontbreken tot dusver in dit artikel bij gebrek aan bronnen.
Uit een rapport bleek dat er te veel sportparken en te veel clubs in Zaandam zijn. Om de kwaliteit van de accommodaties en de clubs te waarborgen kwamen er drie Zaandamse clubs op het idee te gaan fuseren: Hellas Sport, Zilvermeeuwen en Zaanlandia. Uiteindelijk fuseerde ZVV Zaanlandia niet mee en bleef zelfstandig.
Het plan is om sportpark Hoornseveld, waar Hellas nu speelt, om te bouwen tot een nieuwe accommodatie waar de fusieclub moet gaan spelen. Een reden hiervoor is ook dat de jeugd van Hellas aan het krimpen is en dat ten koste zou gaan van de kwaliteit van het voetbal. De supporters van de drie clubs denken positief over deze fusie.

## Van zondag naar zaterdag
Vanwege het teruglopende aantal leden, het inkrimpen dan de jeugd en het uitblijven van resultaat bij het eerste elftal, besloot de club om op het einde van seizoen 2014/15 de zondag tak te laten vallen.
Het zondag team eindigde dat seizoen zelfs laatste in de tweede klasse. Door deze beslissing is het zaterdag team nu het eerste elftal. Men denkt zo betere resultaten te boeken omdat ze "uit een grotere vijver kunnen vissen". Echter degradeerde het zaterdag team dat seizoen ook waardoor het alsnog in de derde klasse uitkwam.
Het eerste zaterdagelftal van de club speelde in het laatste seizoen 2017/18 in de Derde klasse. Vanuit hier wist de club via de nacompetitie te promoveren naar de Tweede klasse, zodat FC Zaandam hierin kan spelen. 

## Erelijst
| Competitie          | Winnaar | Winnaar                       | Runner up | Runner up                                 |
| Competitie          | Aantal  | Jaren                         | Aantal    | Jaren                                     |
| ------------------- | ------- | ----------------------------- | --------- | ----------------------------------------- |
| Nationaal (KNVB)    |         |                               |           |                                           |
| Tweede klasse       | 1×      | 2002 (Zondag)                 | 4×        | 2000, 2006, 2012, 2013 (Zondag)           |
| Derde klasse        | 2×      | 1993 (Zondag) 2010 (Zaterdag) | 4×        | 1991, 1995 (Zondag) 2016, 2018 (Zaterdag) |
| Vierde klasse       | 1×      | 2009 (Zaterdag)               |           |                                           |
| Vijfde klasse       | 1×      | 2007 (Zaterdag)               | 1×        | 1997                                      |
| Communaal           |         |                               |           |                                           |
| Zaans kampioenschap | 1×      | 2006                          |           |                                           |

## Competitieresultaten 1991–2018 (zaterdag)
| 8 4A |

| 7 4A |

| 4 4A |

| 6 4A |

| 12 4A |

|  |

| 2 5B |

|  |

|  |

| 5 5B |

| 5 5B |

| 10 4B |

|  |

|  |

|  |

|  |

| 1 5A |

| 3 4B |

| 1 4B |

| 1 3A |

| 8 2A |

| 11 2A |

| 4 3A |

| 7 3A |

| 14 2A |

| 2 3A |

| 11 2A |

| 2 3A |

| Tweede klasse | Derde klasse | Vierde klasse | Vijfde klasse |

2010: de beslissingswedstrijd op 8 mei om het klassekampioenschap in 3A werd bij CVV Blauw Wit (W) met 3-1 gewonnen van Jong Hercules.

## Competitieresultaten 1991–2015 (zondag)
| 2 3B |

| 3 3B |

| 1 3B |

| 10 2A |

| 2 3B |

| 3 2A |

| 4 2A |

| 8 2A |

| 7 2A |

| 2 2A |

| 3 2A |

| 1 2B |

| 10 1A |

| 11 1A |

| 7 2A |

| 2 2A |

| 6 2A |

| 7 2A |

| 6 2A |

| 10 2A |

| 7 2A |

| 2 2A |

| 2 2A |

| 5 2A |

| 14 2A |

| Eerste klasse | Tweede klasse | Derde klasse |

In elke staaf van de grafiek staat van boven naar beneden vermeld: 
- Eindnotering

Dit is de positie die de club heeft bereikt in de competitie, zonder eventuele beslissings-, play-off- of nacompetitiewedstrijden die nodig zijn geweest om bijvoorbeeld de kampioen van de competitie te bepalen.
Indien een * achter het getal staat is de notering een tussenstand en kan het zijn dat de notering niet overeenkomt met de uiteindelijke eindstand van de competitie.
Staat er een - dan is het seizoen nog bezig en is er geen definitieve uitslag bekend.
Staat er xx op de positie van de notering, dan heeft de club vroegtijdig de competitie verlaten. Dit kan onder andere komen door terugtrekking van het team, faillissement van de club of door een uitgedeelde straf van de KNVB. In veel gevallen staat elders in het artikel de reden vermeld.
Staat er een ? dan is het resultaat uit het verleden onbekend, en is alleen de competitie of het niveau bekend van dat seizoen.
In de seizoenen 2019/20 en 2020/21 werd wegens de coronacrisis het amateurvoetbal afgebroken. Daardoor kennen deze staven geen eindklassering (middels -- weergegeven).
- Competitieniveau en afdelingsletter of Officiële eindstand Eredivisie
  - Competitieniveau en afdelingsletter

Hierbij geeft het getal het niveau weer, dat ook terug te vinden is in de legenda. De letter is de afdelingsaanduiding en wordt gebruikt wanneer er meer afdelingen zijn op hetzelfde niveau. De afdelingsletter is altijd een hoofdletter en wordt meestal zonder nummer gebruikt.
Voorbeeld: 2F is niveau 2e klasse competitie F.
Het competitieniveau en nummer wordt niet vermeld wanneer er slechts één competitie van dit niveau was.
  - Officiële eindstand Eredivisie (getal staat tussen haakjes vermeld)

Sinds de introductie van play-offwedstrijden voor Europees voetbal na afloop van de reguliere competitie in 2005/06, is de KNVB verplicht een eindstand van de Eredivisie door te geven aan de UEFA aan de hand van deze play-offwedstrijden.
Bij deze eindstand staan clubs die zich hebben gekwalificeerd voor Europees voetbal hoger dan clubs die zich niet wisten te kwalificeren. Indien er geen verschil was tussen de eindnotering en de officiële eindstand, staat dit getal niet vermeld.

- Onderafdeling

Hier staat afgekort de naam van de onderafdeling indien de club in dat jaar in een onderafdeling uitkwam. Tevens staat deze afkorting in de legenda en wordt gelinkt naar het artikel over deze onderafdeling. Deze afkorting wordt alleen vermeld wanneer de club in het verleden in verschillende onderafdelingen heeft gespeeld. Deze vermelding is in de staaf altijd in kleine letters. Deze onderafdelingen zijn na het seizoen 1995/96 afgeschaft. Heeft de club in slechts één onderafdeling gespeeld, dan is dit alleen terug te vinden in de legenda.
Onder de staaf staat het jaartal vermeld waarin het seizoen is afgesloten. 15 verwijst naar het seizoen 2014/15 of eventueel het seizoen 1914/15.
Wanneer een staaf leeg is, zijn deze gegevens niet bekend. Het kan ook zijn dat de club dat seizoen niet heeft meegespeeld op het hogere amateurniveau, vroegtijdig de competitie heeft verlaten of uit de competitie is gezet.

In het seizoen 1944/45 was er wegens de Tweede Wereldoorlog geen regulier competitievoetbal.

### Stamboom
|  |  |                    |                    |                    |                    |                    |                    | ZVV Hellas (13 september 1896) | ZVV Hellas (13 september 1896) | ZVV Hellas (13 september 1896) | ZVV Hellas (13 september 1896) | ZVV Hellas (13 september 1896) | ZVV Hellas (13 september 1896) |            |            | U.N.I. (januari 1897)          | U.N.I. (januari 1897)          | U.N.I. (januari 1897)          | U.N.I. (januari 1897)          | U.N.I. (januari 1897)          | U.N.I. (januari 1897)          |                  |                  | WVV Wormerveer (1 november 1897) | WVV Wormerveer (1 november 1897) | WVV Wormerveer (1 november 1897) | WVV Wormerveer (1 november 1897) | WVV Wormerveer (1 november 1897)  | WVV Wormerveer (1 november 1897)  |                                   |                                   |                                   |                                   |  |  |  |  |  |  |  |  |  |  |  |  |  |  |
|  |  |                    |                    |                    |                    |                    |                    | ZVV Hellas (13 september 1896) | ZVV Hellas (13 september 1896) | ZVV Hellas (13 september 1896) | ZVV Hellas (13 september 1896) | ZVV Hellas (13 september 1896) | ZVV Hellas (13 september 1896) |            |            | U.N.I. (januari 1897)          | U.N.I. (januari 1897)          | U.N.I. (januari 1897)          | U.N.I. (januari 1897)          | U.N.I. (januari 1897)          | U.N.I. (januari 1897)          |                  |                  | WVV Wormerveer (1 november 1897) | WVV Wormerveer (1 november 1897) | WVV Wormerveer (1 november 1897) | WVV Wormerveer (1 november 1897) | WVV Wormerveer (1 november 1897)  | WVV Wormerveer (1 november 1897)  |                                   |                                   |                                   |                                   |  |  |  |  |  |  |  |  |  |  |  |  |  |  |
|  |  |                    |                    |                    |                    |                    |                    |                                |                                |                                |                                |                                |                                |            |            |                                |                                |                                |                                |                                |                                |                  |                  |                                  |                                  |                                  |                                  |                                   |                                   |                                   |                                   |                                   |                                   |  |  |  |  |  |  |  |  |  |  |  |  |  |  |
|  |  |                    |                    |                    |                    |                    |                    |                                |                                |                                |                                | HAC (1902)                     | HAC (1902)                     | HAC (1902) | HAC (1902) | HAC (1902)                     | HAC (1902)                     |                                |                                | Transvaal (1898)               | Transvaal (1898)               | Transvaal (1898) | Transvaal (1898) | Transvaal (1898)                 | Transvaal (1898)                 |                                  |                                  |                                   |                                   |                                   |                                   |                                   |                                   |  |  |  |  |  |  |  |  |  |  |  |  |  |  |
|  |  |                    |                    |                    |                    |                    |                    |                                |                                |                                |                                | HAC (1902)                     | HAC (1902)                     | HAC (1902) | HAC (1902) | HAC (1902)                     | HAC (1902)                     |                                |                                | Transvaal (1898)               | Transvaal (1898)               | Transvaal (1898) | Transvaal (1898) | Transvaal (1898)                 | Transvaal (1898)                 |                                  |                                  |                                   |                                   |                                   |                                   |                                   |                                   |  |  |  |  |  |  |  |  |  |  |  |  |  |  |
|  |  |                    |                    |                    |                    |                    |                    |                                |                                |                                |                                |                                |                                |            |            |                                |                                |                                |                                |                                |                                |                  |                  |                                  |                                  |                                  |                                  |                                   |                                   |                                   |                                   |                                   |                                   |  |  |  |  |  |  |  |  |  |  |  |  |  |  |
|  |  | ZFC (4 april 1904) | ZFC (4 april 1904) | ZFC (4 april 1904) | ZFC (4 april 1904) | ZFC (4 april 1904) | ZFC (4 april 1904) |                                |                                |                                |                                |                                |                                |            |            | ZVV Zaandam (25 augustus 1900) | ZVV Zaandam (25 augustus 1900) | ZVV Zaandam (25 augustus 1900) | ZVV Zaandam (25 augustus 1900) | ZVV Zaandam (25 augustus 1900) | ZVV Zaandam (25 augustus 1900) |                  |                  |                                  |                                  |                                  |                                  |                                   |                                   |                                   |                                   |                                   |                                   |  |  |  |  |  |  |  |  |  |  |  |  |  |  |
|  |  | ZFC (4 april 1904) | ZFC (4 april 1904) | ZFC (4 april 1904) | ZFC (4 april 1904) | ZFC (4 april 1904) | ZFC (4 april 1904) |                                |                                |                                |                                |                                |                                |            |            | ZVV Zaandam (25 augustus 1900) | ZVV Zaandam (25 augustus 1900) | ZVV Zaandam (25 augustus 1900) | ZVV Zaandam (25 augustus 1900) | ZVV Zaandam (25 augustus 1900) | ZVV Zaandam (25 augustus 1900) |                  |                  |                                  |                                  |                                  |                                  |                                   |                                   |                                   |                                   |                                   |                                   |  |  |  |  |  |  |  |  |  |  |  |  |  |  |
|  |  |                    |                    |                    |                    |                    |                    |                                |                                |                                |                                |                                |                                |            |            |                                |                                |                                |                                |                                |                                |                  |                  |                                  |                                  |                                  |                                  |                                   |                                   |                                   |                                   |                                   |                                   |  |  |  |  |  |  |  |  |  |  |  |  |  |  |
|  |  |                    |                    |                    |                    |                    |                    |                                |                                |                                |                                |                                |                                |            |            |                                |                                |                                |                                |                                |                                |                  |                  |                                  |                                  |                                  |                                  |                                   |                                   |                                   |                                   |                                   |                                   |  |  |  |  |  |  |  |  |  |  |  |  |  |  |
|  |  |                    |                    |                    |                    |                    |                    | Hellas Sport Combinatie (1990) | Hellas Sport Combinatie (1990) | Hellas Sport Combinatie (1990) | Hellas Sport Combinatie (1990) | Hellas Sport Combinatie (1990) | Hellas Sport Combinatie (1990) |            |            |                                |                                |                                |                                |                                |                                |                  |                  |                                  |                                  |                                  |                                  | ZVV Zilvermeeuwen (12 maart 1920) | ZVV Zilvermeeuwen (12 maart 1920) | ZVV Zilvermeeuwen (12 maart 1920) | ZVV Zilvermeeuwen (12 maart 1920) | ZVV Zilvermeeuwen (12 maart 1920) | ZVV Zilvermeeuwen (12 maart 1920) |  |  |  |  |  |  |  |  |  |  |  |  |  |  |
|  |  |                    |                    |                    |                    |                    |                    | Hellas Sport Combinatie (1990) | Hellas Sport Combinatie (1990) | Hellas Sport Combinatie (1990) | Hellas Sport Combinatie (1990) | Hellas Sport Combinatie (1990) | Hellas Sport Combinatie (1990) |            |            |                                |                                |                                |                                |                                |                                |                  |                  |                                  |                                  |                                  |                                  | ZVV Zilvermeeuwen (12 maart 1920) | ZVV Zilvermeeuwen (12 maart 1920) | ZVV Zilvermeeuwen (12 maart 1920) | ZVV Zilvermeeuwen (12 maart 1920) | ZVV Zilvermeeuwen (12 maart 1920) | ZVV Zilvermeeuwen (12 maart 1920) |  |  |  |  |  |  |  |  |  |  |  |  |  |  |
|  |  |                    |                    |                    |                    |                    |                    |                                |                                |                                |                                |                                |                                |            |            |                                |                                |                                |                                |                                |                                |                  |                  |                                  |                                  |                                  |                                  |                                   |                                   |                                   |                                   |                                   |                                   |  |  |  |  |  |  |  |  |  |  |  |  |  |  |
|  |  |                    |                    |                    |                    |                    |                    |                                |                                |                                |                                |                                |                                |            |            |                                |                                | FC Zaandam (1 juli 2018)       |                                |                                |                                |                  |                  |                                  |                                  |                                  |                                  |                                   |                                   |                                   |                                   |                                   |                                   |  |  |  |  |  |  |  |  |  |  |  |  |  |  |

## Bekende (oud-) spelers
- Iwan Axwijk
- Lion Axwijk
- Stefano Denswil
- Toine van Huizen
- Quint Jansen
- Darryl Lachman
- Miel Mans
- Denzel Prijor
- Oğuzhan Özyakup
- John Rep
- Mikhail Rosheuvel
- Stefano Seedorf
- Murat Yildirim